# Vitjazema planirostris
Vitjazema planirostris är en djurart som tillhör fylumet skedmaskar, och som beskrevs av Murina G.V.V. 1978. Vitjazema planirostris ingår i släktet Vitjazema och familjen Bonelliidae. Inga underarter finns listade i Catalogue of Life.